# Phyllium keyicum
Phyllium keyicum är en insektsart som beskrevs av Heinrich Hugo Karny 1914. Phyllium keyicum ingår i släktet Phyllium och familjen Phylliidae. Inga underarter finns listade i Catalogue of Life.